# Південне Командування Збройних сил США
Півде́нне Кома́ндування Збро́йних сил США (англ. United States Southern Command) (USSOUTHCOM або SOUTHCOM) — вище об'єднання видів Збройних сил США, яке відповідає за підготовку та ведення військових операцій США та підтримку військових контактів у Центральному та Південно-американському регіонах, на Карибах (за винятком територій Сполучених Штатів та Великої Британії), оточуючих їх територіальних водах, а також за мілітаризацію Панамського каналу.

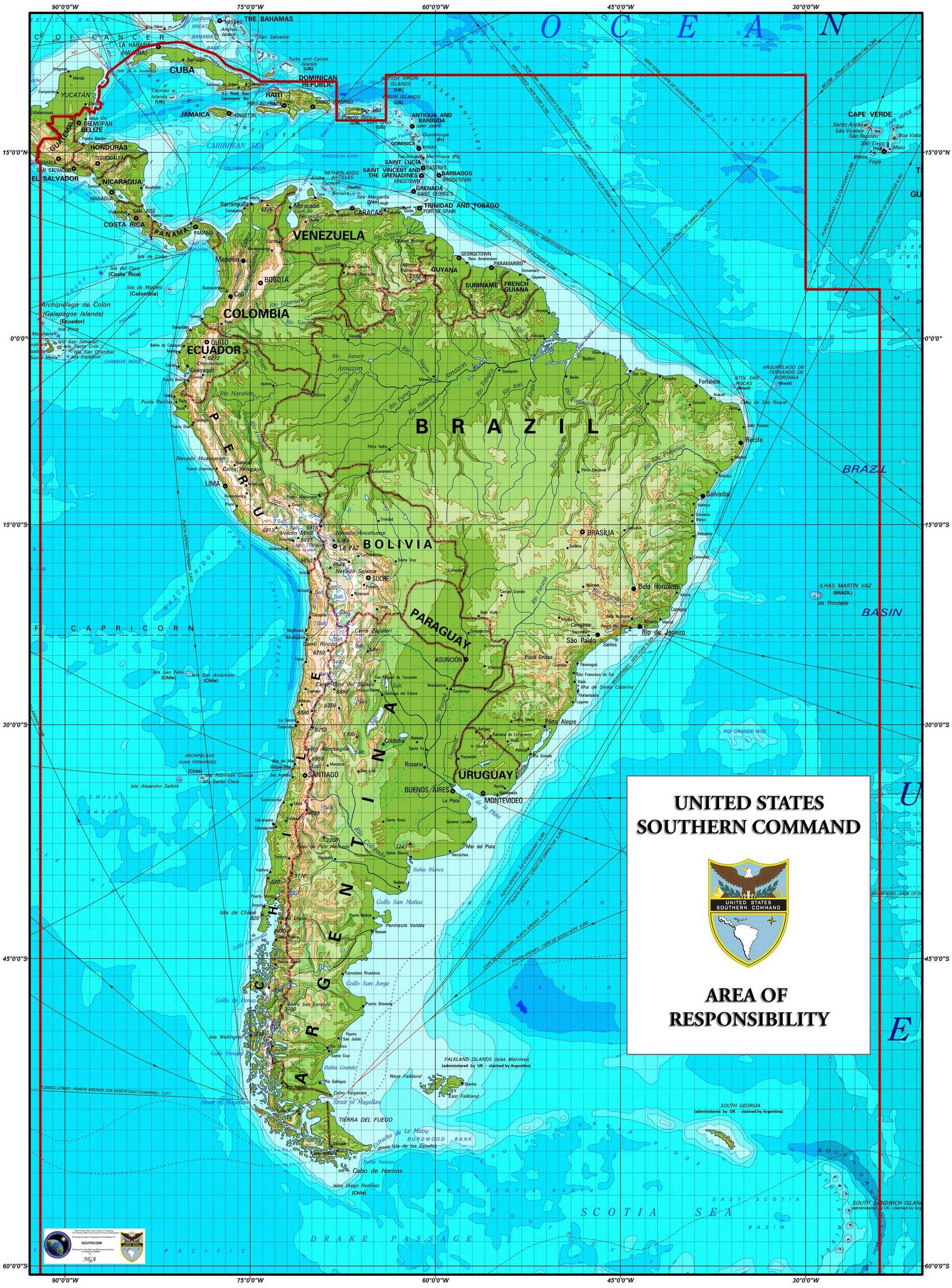
Зона відповідальності SOUTHCOM Збройних сил США

## Організаційно-штатна структура USSOUTHCOM
- Південне Командування Збройних сил США
  - Південна армія США (Форт Сем Х'юстон, Техас)
    - 1-й батальйон, 228-го авіаційного полку (Сото Кано, Гондурас)
    - 56-й батальйон зв'язку (Форт Сем Х'юстон, Техас)

  - Південне Командування ВМС США (Мейпорт, Флорида)
    - 2-га група надводних сил
    - 6-та ескадра есмінців
    - 14-та ескадра есмінців

  - 2-й експедиційний корпус морської піхоти/ Південне угруповання морської піхоти США (Маямі, Флорида)
    - 2-га дивізія морської піхоти
    - 2-га логістична група морської піхоти
    - 2-ге авіаційне крило морської піхоти
    - 2-га бригада морської піхоти
    - 4-та бригада морської піхоти
    - 22-й експедиційний полк морської піхоти
    - 24-й експедиційний полк морської піхоти
    - 26-й експедиційний полк морської піхоти
    - Оперативна група наземної підтримки морської піхоти

  - 12-та повітряна армія/ Південне Командування ПС США (Девіс-Монтен, Аризона)
    - 7-ме бомбардувальне крило
    - 28-ме бомбардувальне крило
    - 49-те винищувальне крило
    - 355-те крило (США)
    - 366-те крило (США)
    - 388-ме винищувальне крило
    - 1-ша авіаційна група підтримки операцій
    - 3-тя авіаційна група управління
    - 612-та повітряна оперативна група
    - 82-га ескадрилья «Ред Хорс»

  - Командування ССО США «Південь» (авіабаза Гомстед, Гомстед, Флорида)
  - Центр розвідувального спостереження операцій «Південь»
  - Міжвидова об'єднана оперативна група «Південь» (англ. Joint Interagency Task Force South) (Кі-Вест, Флорида)
  - Міжвидова об'єднана оперативна група «Захід»
  - Об'єднана оперативна група «Гуантанамо» (Гуантанамо, Куба)
  - Об'єднана оперативна група «Браво» (Сото Кано, Гондурас)
    - 612-та ескадрилья базування

## Командування
| №    | Фото | Командувач                       | Вид ЗС    | Виконання обов'язків | Виконання обов'язків |
| ---- | ---- | -------------------------------- | --------- | -------------------- | -------------------- |
| 1.   |      | генерал Ендрю О'Міра             | Армія США | червень 1963         | лютий 1965           |
| 2.   |      | генерал Роберт Портер            | Армія США | лютий 1965           | лютий 1969           |
| 3.   |      | генерал Джордж Матер             | Армія США | лютий 1969           | вересень 1971        |
| 4.   |      | генерал Джордж Андервуд          | Армія США | вересень 1971        | січень 1973          |
| 5.   |      | генерал Вільям Россон            | Армія США | січень 1973          | липень 1975          |
| 6.   |      | генерал-лейтенант Девід Маколіфф | Армія США | липень 1975          | вересень 1979        |
| 7.   |      | генерал-лейтенант Волес Наттінг  | Армія США | жовтень 1979         | травень 1983         |
| 8.   |      | генерал Пол Горман               | Армія США | травень 1983         | березень 1985        |
| 9.   |      | генерал Джон Гелвін              | Армія США | березень 1985        | червень 1987         |
| 10.  |      | генерал Фредерік Ворнер          | Армія США | червень 1987         | липень 1989          |
| 11.  |      | генерал Максвелл Турман          | Армія США | вересень 1989        | листопад 1990        |
| 12.  |      | генерал Джордж Джоулвен          | Армія США | листопад 1990        | листопад 1993        |
| ТВО. |      | генерал-майор В.Вортінгтон       | Армія США | грудень 1993         | січень 1994          |
| 13.  |      | генерал Баррі Маккаффрі          | Армія США | лютий 1994           | лютий 1996           |
| ТВО. |      | контр-адмірал Дж.Перкінс         | ВМС США   | березень 1996        | червень 1996         |
| 14.  |      | генерал Веслі Кларк              | Армія США | липень 1996          | липень 1997          |
| 15.  |      | генерал Чарльз Вільгельм         | КМП США   | 25 вересня 1997      | 8 вересня 2000       |
| 16.  |      | генерал Пітер Пейс               | КМП США   | 8 вересня 2000       | 30 вересня 2001      |
| ТВО. |      | генерал-майор Г.Спір             | Армія США | 30 вересня 2001      | 18 серпня 2002       |
| 17.  |      | генерал Джеймс Гілл              | Армія США | 18 серпня 2002       | 9 листопада 2004     |
| 18.  |      | генерал Банц Креддок             | Армія США | 9 листопада 2004     | 19 жовтня 2006       |
| 19.  |      | адмірал Джеймс Ставрідіс         | ВМС США   | 19 жовтня 2006       | 25 червня 2009       |
| 20.  |      | генерал Банц Креддок             | ПС США    | 25 червня 2009       | 19 листопада 2012    |
| 21.  |      | генерал Джон Келлі               | КМП США   | 19 листопада 2012    | 14 січня 2016        |
| 22.  |      | адмірал Курт Тідд                | ВМС США   | 14 січня 2016        | 26 листопада 2018    |
| 23.  |      | адмірал Крейґ Фаллер             | ВМС США   | з 26 листопада 2018  |                      |